# Charles Trenet
Charles Trenet kiejtéseⓘ (Narbonne, 1913. május 18. – Créteil, 2001. február 19.), francia sanzonénekes, dalszerző.

## Karrier
Gyermekkorától kezdve érdeklődött a zene iránt. Amikor 1930-ban Párizsba érkezett, eleinte a Joinville-le-Pont filmstúdióban dolgozott. Jean Cocteau, Max Jacob és más művészek környezetében a Montparnasse-on élt. Ekkor adta ki első dalszövegeit.
Leghíresebb dalai az 1930-as évek végétől az 1950-es évek közepéig születtek, karrierje az 1990-es évekig tartott. Akkoriban még szokatlan volt, hogy az énekesek saját dalokat írnak, ám Trenet sok dalt maga írt.
1933-36 között a Charles and Johnny duettben lépett fel Johnny Hess svájci zongoristával. Tizennyolc lemezük jelent meg a Pathénál. 1936-ban behívták katonának. Ezután már önállóan szerepelt a színpadokon (1937).
Nemcsak énekes volt, hanem dalszövegíró és zeneszerző is; csak a saját számait énekelte. Le Fou chantant (az éneklő bolond) becenévvel illették grimaszokkal teli előadásmódja és vicces kalapja miatt.
Számos film zenéjét is ő írta.
A La mer című dalt 1943-ban a Perpignan és Montpellier között egy vonaton írta, zeneszerzője: Léo Chauliac volt. Először másoknak ajánlotta fel, így elsőként Roland Gerbeaud énekelte el.
A második világháború alatt a német megszálló erőket szórakoztatta. Franciaország felszabadulását követően kollaboráns tevékegységét kivizsgálták. A vizsgálat pusztán megrovást eredményezett, további következmények nélkül.
A második világháború után az Egyesült Államokba költözött, és néhány évig ott élt. Találkozott Louis Armstronggal és megbarátkozott Charlie Chaplinnel. 1951-be Trenet visszatért Párizsba.
Legismertebb (örökzöld) dalai: Boum!, La Mer, Y'a d'la joie, Que reste-t-il de nos amours?

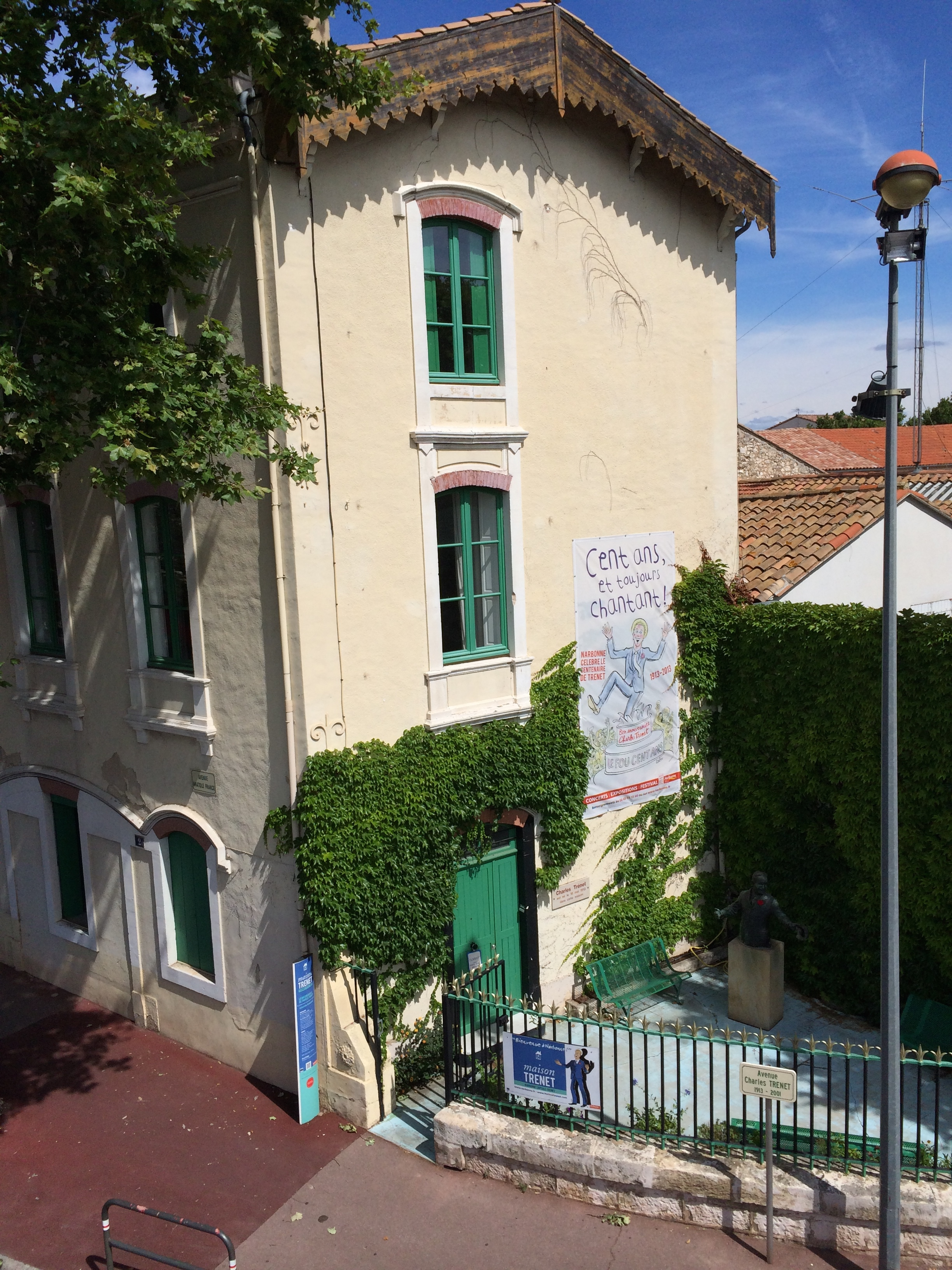
Szülőháza; ma: Musée Charles-Trenet

## Diszkográfia
- → Lemezei

### Sanzonok

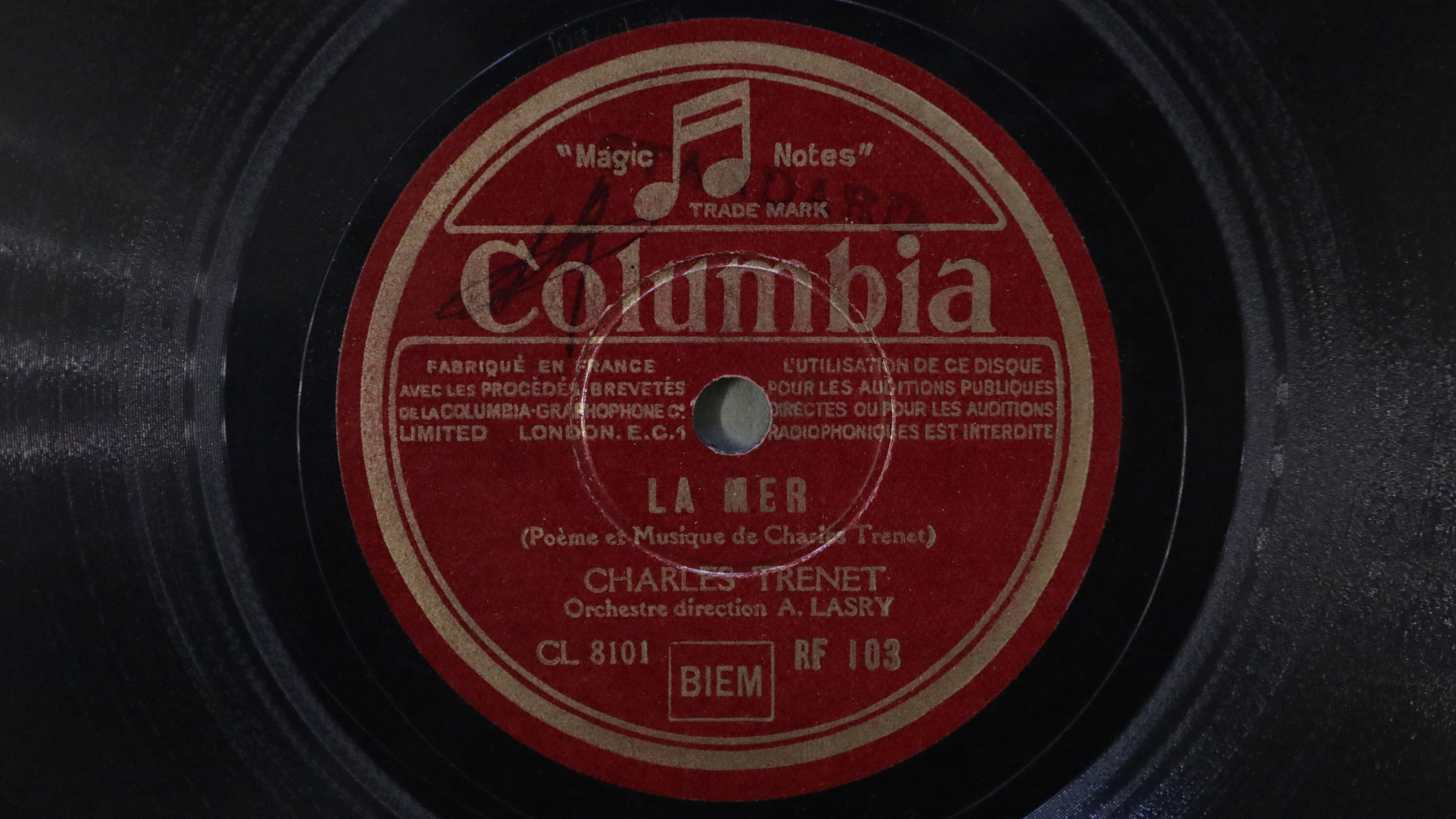
La Mer

- La Mer
- Y'a d'la joie
- L'Âme des poètes
- Je chante
- Douce France
- La Romance de Paris
- Le Soleil et la Lune
- Fleur bleue
- Le Jardin extraordinaire
- Que reste-t-il de nos amours?
- Boum!
- Nationale 7

## Filmek
- 1938: Je chante
- 1938: La Route enchantée
- 1941: Romance de Paris
- 1942: Frédérica
- 1943: Adieu Léonard (La bourse ou la vie)
- 1943: La Cavalcade des heures (Love Around the Clock)
- 1952: Bouquet de joie
- 1953: Les chansons ont leur destin
- 1954: An jedem Finger zehn (Ten on Every Finger)
- 1954: Boum sur Paris
- 1957: C'est arrivé à 36 chandelles (It Happened on the 36 Candles)
- 1957: Printemps à Paris (Springtime in Paris)

## Díjak, elismerések
- Commandeur de l'ordre des Arts et des Lettres (1982)
- Officier de l'ordre des Palmes académiques (1989)
- Commandeur de l'ordre national du Mérite (1995)
- Commandeur de la Légion d'honneur (A Francia Köztársaság Becsületrendje, 1998)